# Juliana Fedak
Juliana Leonidivna Fedak (in ucraino Юліана Леонідівна Федак?; Nova Kachovka, 8 giugno 1983) è un'ex tennista ucraina.

## Carriera
In carriera ha raggiunto 2 finali di doppio. Nei tornei del Grande Slam ha ottenuto il suo miglior risultato raggiungendo le semifinali di doppio a Wimbledon nel 2006, in coppia con la connazionale Tetjana Perebyjnis.
In Fed Cup ha disputato un totale di 8 partite, ottenendo 5 vittorie e 3 sconfitte.

## Statistiche

### Doppio

#### Sconfitte (2)
| Legenda: Prima del 2009 | Legenda: Dal 2009     |
| ----------------------- | --------------------- |
| Grande Slam (0)         |                       |
| Argenti Olimpici (0)    |                       |
| WTA Championship (0)    |                       |
| Tier I (0)              | Premier Mandatory (0) |
| Tier II (0)             | Premier 5 (0)         |
| Tier III (1)            | Premier (0)           |
| Tier IV (0)             | International (1)     |
| Tier V (0)              | WTA 125s (0)          |

| N. | Anno              | Torneo                                                                  | Superficie  | Compagna            | Avversarie in finale                  | Punteggio   |
| 1. | 24 settembre 2006 | Sunfeast Open, Calcutta                                                 | Cemento     | Julija Bejhel'zymer | Liezel Huber Sania Mirza              | 4-6, 0-6    |
| 2. | 22 febbraio 2009  | Regions Morgan Keegan Championships and the Cellular South Cup, Memphis | Cemento (i) | Michaëlla Krajicek  | Viktoryja Azaranka Caroline Wozniacki | 1-6, 6(2)-7 |

## Risultati in progressione
| Sigla | Risultato               |
| ----- | ----------------------- |
| V     | Vincitore               |
| F     | Finalista               |
| SF    | Semifinalista           |
| O     | Oro olimpico            |
| A     | Argento olimpico        |
| SF    | Bronzo olimpico         |
| QF    | Quarti di Finale        |
| 4T    | Quarto turno            |
| 3T    | Terzo turno             |
| 2T    | Secondo turno           |
| 1T    | Primo turno             |
| RR    | Round Robin             |
| LQ    | Turno di qualificazione |
| A     | Assente                 |
| ND    | Non disputato           |

| Legenda superfici    |
| -------------------- |
| Cemento              |
| Terra battuta        |
| Erba                 |
| Superficie variabile |

### Singolare nei tornei del Grande Slam
| Torneo          | 2004 | 2005 | 2006 | 2007 | 2008 | 2009 | 2010 | 2011 |
| --------------- | ---- | ---- | ---- | ---- | ---- | ---- | ---- | ---- |
| Australian Open | 2T   | 1T   | 1T   | 1T   | A    | A    | 1T   | A    |
| Open di Francia | 2T   | 1T   | 2T   | 1T   | 1T   | A    | A    | A    |
| Wimbledon       | A    | 1T   | 1T   | A    | A    | A    | A    | A    |
| US Open         | A    | 1T   | 2T   | A    | A    | A    | A    | A    |

### Doppio nei tornei del Grande Slam
| Torneo          | 2004 | 2005 | 2006 | 2007 | 2008 | 2009 | 2010 | 2011 |
| --------------- | ---- | ---- | ---- | ---- | ---- | ---- | ---- | ---- |
| Australian Open | A    | 1T   | A    | 1T   | A    | A    | A    | A    |
| Open di Francia | A    | 2T   | 3T   | 1T   | A    | A    | A    | A    |
| Wimbledon       | A    | 1T   | SF   | 1T   | A    | 1T   | A    | A    |
| US Open         | A    | A    | 1T   | 1T   | A    | A    | A    | A    |

### Doppio misto nei tornei del Grande Slam
Nessuna partecipazione